# Bronisław Pólturzynski
Bronisław Pólturzynski, poljski general, * 1894, † 1969.